# Novogonatodus
Novogonatodus è un genere estinto di pesci ossei appartenente agli attinotterigi, vissuto nel Carbonifero inferiore. I suoi resti fossili sono stati ritrovati in Australia. L'unica specie nota è Novogonatodus kasantsevae

## Descrizione
Un esemplare attribuito a Novogonatodus kasantsevae ha permesso di ampliare la conoscenza morfologica del genere, mostrando per la prima volta dettagli precedentemente sconosciuti del cranio, in particolare nella regione dorsale e anteriore all'orbita, così come le scaglie della cresta dorsale. Questo pesce presenta numerosi caratteri plesiomorfici, tra cui un dermosfenotico allungato e a forma di "T", contatto diretto tra le ossa nasali e i dermosfenotici, un piccolo quadratojugale e la presenza di tre ossa extrascapolari.
Tra i caratteri apomorfici si osservano postparietali di piccole dimensioni e l’assenza di ossa intertemporali e supratemporali. Queste caratteristiche contribuiscono a definirne una posizione filogenetica intermedia tra gli attinotterigi più basali e gruppi più evoluti.

## Tassonomia e affinità
Novogonatodus kasantsevae è noto per fossili risalenti al Carbonifero inferiore (Mississippiano). La specie è stata descritta per la prima volta dal paleontologo australiano John A. Long nel 1988, sulla base di resti provenienti dalla Snowy Plains Formation, nel Bacino di Mansfield, Victoria.
In origine, Novogonatodus kasantsevae era stato assegnato alla famiglia Gonatodidae. Tuttavia, nuovi studi hanno messo in dubbio tale classificazione, poiché molti dei caratteri usati per definire la famiglia sono risultati essere tratti comuni e condivisi da più linee evolutive di attinotterigi primitivi. Di conseguenza, Novogonatodus non è più considerato parte dei Gonatodidae.
Nel contesto della filogenesi proposta da Cloutier e Arratia (2004), Novogonatodus occupa una posizione relativamente derivata rispetto al clado che include Melanecta, Limnomis e Howqualepis (e forse anche Mansfieldiscus), ma meno derivata rispetto a famiglie come Aesopichthyidae, Rhadinichthyidae e altri attinotterigi derivati.